# 2305 King
A 2305 King (ideiglenes jelöléssel 1980 RJ1) a Naprendszer kisbolygóövében található aszteroida. A Harvard Obszervatórium fedezte fel 1980. szeptember 12-én.